# Convolvulus
Genre
Classification phylogénétique
Convolvulus est un genre de plantes herbacées annuelles ou vivaces de la famille des Convolvulaceae. Avec le genre Calystegia, il forme ce qu'on appelle communément les liserons.
Plusieurs espèces sont des adventices des cultures (« mauvaises herbes »), parce qu'elles peuvent étouffer les plantes sur lesquelles elles poussent, principalement sur les sols labourés (le labour provoquant un bouturage et créant des conditions très favorables aux liserons). Certaines sont cultivées pour leurs fleurs attrayantes ou dans le cadre de la lutte intégrée (les liserons attirent les syrphes) .
On retrouve les espèces de Convolvulus dans beaucoup de régions tempérées. Ce sont pour la plupart des plantes grimpantes ou rampantes aux tiges minces et volubiles. Elles ont des feuilles simples et alternes ainsi que des fleurs évasées en entonnoir.

## Liste d'espèces
- Convolvulus althaeoides L.
- Convolvulus angustissimus
- Convolvulus arvensis L. - Liseron des champs
- Convolvulus assyricus
- Convolvulus betonicifolius
- Convolvulus boissieri
- Convolvulus calvertii
- Convolvulus calycina
- Convolvulus canariensis
- Convolvulus cantabrica, Liseron de Biscaye, Liseron des Cantabriques
- Convolvulus capensis
- Convolvulus cataonnicus
- Convolvulus chilensis
- Convolvulus cneorum
- Convolvulus compactus
- Convolvulus dorycnium
- Convolvulus equitans Benth.
- Convolvulus erubescens Sims
- Convolvulus eyreanus
- Convolvulus floridus
- Convolvulus fractosaxosa
- Convolvulus graminetinus
- Convolvulus hermanniae
- Convolvulus holosericeus
- Convolvulus humilis
- Convolvulus incanus
- Convolvulus lanuginosus, Liseron laineux, protégé en PACA
- Convolvulus lineatus
- Convolvulus nodiflorus Desv.
- Convolvulus ocellatus
- Convolvulus oleifolius
- Convolvulus pentapetaloides
- Convolvulus persicus
- Convolvulus phrygius
- Convolvulus pilosellifolius Desr.
- Convolvulus pluricaulis - Shankapushpi
- Convolvulus remotus
- Convolvulus sabatius
- Convolvulus scammonia L. - Scammonée
- Convolvulus scoparius
- Convolvulus siculus
- Convolvulus soldanella Synonyme : Calystegia soldanella
- Convolvulus suffruticosus
- Convolvulus tricolor - Belle-de-jour
- Convolvulus verecundus
- Convolvulus waitaha
- Convolvulus wallichianus Spreng.